# Ryan Madson

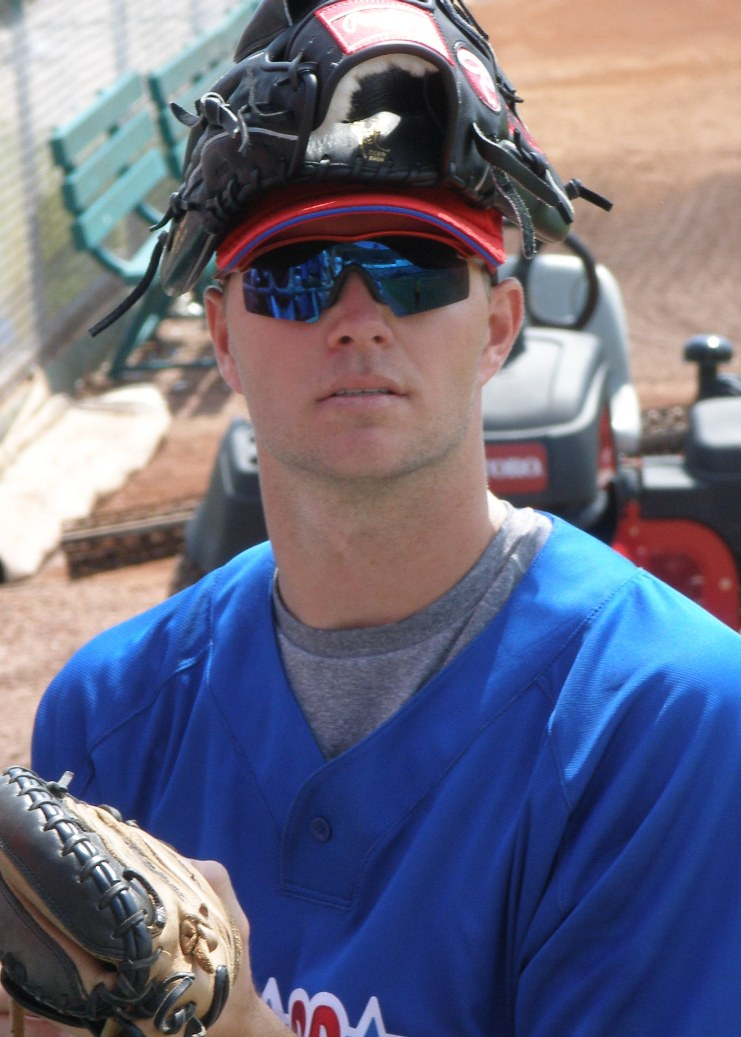

Ryan Michael Madson (28 de agosto de 1980) é um jogador profissional de beisebol estadunidense.

## Carreira
Ryan Madson foi campeão da World Series 2008 jogando pelo Philadelphia Phillies. Na série de partidas decisiva, sua equipe venceu o Tampa Bay Rays por 4 jogos a 1.